# Вчера (филм, 1959)
„Вчера“ (на унгарски: Tegnap) е унгарски драматичен филм от 1959 година на режисьора Мартон Келети с участието на Золтан Маклари, Ференц Ладани и Антал Пагер. Филмът участва в конкурсната програма на Международния кинофестивал в Москва през същата година.

## В ролите
- Золтан Маклари като Имре Чедеш
- Ференц Ладани като подполковник Шабо
- Шандор Печи като майор Фекете
- Антал Пагер като бившия земевладелец Мачай
- Ласло Унгвари като човека с дъждобрана
- Янош Гьорбе като Пандур